# Vasile Șoo
Vasile Alexandru Șoo (n. 19 aprilie 1942) este un fost fotbalist român care a jucat pe postul de atacant. În finala Cupei României 1966-1967 a marcat o dublă.

## Titluri
- Divizia A: 1967-1968
- Cupa României: 1966-1967, 1967-1968, 1969, 1970